# Джалілов Манучехр Насруллоєвич
Манучехр Насрулович Джалілов (27 вересня 1990) — таджицький футболіст, півзахисник клубу «Істіклол» та збірної Таджикистану.

## Клубна кар'єра
Починав кар'єру в молодіжній команді московського «Локомотиву». Потім два роки виступав за фарм-клуб цієї команди, «Локомотив-2». Джалілов так і не зміг пробитися до першої команди й у 2011 році перебрався до «Гірника», де пів року грав за другу команду. Влітку залишив «Гірник» і перейшов у нижньокамський «Нафтохімік». У дебютному сезоні провів чотирнадцять ігор та забив 4 голи. Загалом у матчах першого та другого дивізіону виходив на поле у складі «Нафтохіміка» 84 рази та забив 10 голів.
У 2015 році повернувся на батьківщину, підписавши контракт із душанбінським «Істіклолом». Дворазовий чемпіон Таджикистану 2015 та 2016 років, також у цих сезонах вигравав звання найкращого бомбардира, забиваючи по 22 голи.

## Кар'єра у збірній
Виступав за юнацьку збірну Таджикистану, яка зуміла пробитися до плей-офф юнацького чемпіонату світу 2007 року (до 17 років). За національну збірну Таджикистану він дебютував 2 вересня 2011 року у матчі проти збірної Узбекистану.

## Титули та досягнення
«Істіклол»
- Чемпіон Таджикистану: 2015, 2016,[3] 2017,[4] 2020,[5] 2021,[6] 2022,[7] 2023[8], 2024
- Кубок Таджикистану: 2016,[9] 2022,[10] 2023[11]
- Суперкубок Таджикистану: 2015, 2016,[12] 2020,[13] 2021,[14] 2022,[15] 2024[16], 2025

«Шривіджая»
- Кубок губернатора Східного Калімантану: 2018
- Третє місце на Кубку Президента Індонезії: 2018

«Персебая»
- Друге місце в Кубку Президента Індонезії: 2019

«Індивідуальний»
- Найкращий бомбардир Таджикистану: 2015,[17] 2016,[18] 2021,[19] 2022[20]
- Найкращий футболіст Таджикистану: 2015,[21] 2016[22], 2022
- Найцінніший гравець Кубка АФК: 2017[23]
- Найкращий бомбардир Кубка Президента Індонезії: 2019 (спільно)